# 张维欣
张维欣（？—），男，中华人民共和国外交官，曾任中华人民共和国驻威廉斯塔德总领事。